# Mistrzostwa Świata w Lekkoatletyce 2023 – sztafeta 4 × 400 m mężczyzn
Sztafeta 4 × 400 metrów mężczyzn – jedna z konkurencji biegowych rozgrywanych podczas lekkoatletycznych mistrzostw świata na Nemzeti Atlétikai Központ w Budapeszcie.
Tytuł mistrzowski z 2022 obroniła reprezentacja Stanów Zjednoczonych.

## Terminarz
Źródło: worldathletics.org.
| Data        | Godzina |            |
| ----------- | ------- | ---------- |
| 26 sierpnia | 19:30   | Eliminacje |
| 27 sierpnia | 21:37   | Finał      |

## Rekordy
Tabela prezentuje rekord świata, rekord mistrzostw świata, rekordy kontynentów oraz najlepszy wynik na listach światowych w sezonie 2023 przed rozpoczęciem mistrzostw.
|                            | Państwo                                                                                    | Wynik   | Miejsce     | Data                  |
| -------------------------- | ------------------------------------------------------------------------------------------ | ------- | ----------- | --------------------- |
| Rekord świata              | Stany Zjednoczone · (Andrew Valmon, Quincy Watts, Butch Reynolds, Michael Johnson)         | 2:54,29 | Stuttgart   | 22 sierpnia 1993(dts) |
| Rekord mistrzostw świata   | Stany Zjednoczone · (Andrew Valmon, Quincy Watts, Butch Reynolds, Michael Johnson)         | 2:54,29 | Stuttgart   | 22 sierpnia 1993(dts) |
| Rekord Afryki              | Botswana · (Isaac Makwala, Baboloki Thebe, Zibane Ngozi, Bayapo Ndori)                     | 2:57,27 | Tokio       | 7 sierpnia 2021(dts)  |
| Rekord Ameryki Południowej | Brazylia · (Eronilde de Araújo, Cleverson da Silva, Claudinei da Silva, Sanderlei Parrela) | 2:58,56 | Winnipeg    | 30 lipca 1999(dts)    |
| Rekord Ameryki Północnej   | Stany Zjednoczone · (Andrew Valmon, Quincy Watts, Butch Reynolds, Michael Johnson)         | 2:54,29 | Stuttgart   | 22 sierpnia 1993(dts) |
| Rekord Australii i Oceanii | Australia · (Bruce Frayne, Darren Clark, Gary Minihan, Rick Mitchell)                      | 2:59,70 | Los Angeles | 11 sierpnia 1984(dts) |
| Rekord Azji                | Japonia · (Fuga Sato, Kaito Kawabata, Julian Jrummi Walsh, Yuki Joseph Nakajima)           | 2:59,51 | Eugene      | 24 lipca 2022(dts)    |
| Rekord Europy              | Wielka Brytania · (Iwan Thomas, Jamie Baulch, Mark Richardson, Roger Black)                | 2:56,60 | Atlanta     | 3 sierpnia 1996(dts)  |
| Listy światowe             | Floryda ( Emmanuel Bamidele, Jacory Patterson, Jevaughn Powell, Ryan Willie)               | 2:57,74 | Austin      | 9 czerwca 2023(dts)   |

## Wyniki

### Eliminacje
Awans: Trzy najlepsze sztafety z każdego biegu (Q) oraz dwie z najlepszymi czasami wśród przegranych (q).
Źródło: worldathletics.org.
| Pozycja | Bieg | Tor | Państwo           | Zawodnicy                                                                      | Czas           | Uwagi |
| ------- | ---- | --- | ----------------- | ------------------------------------------------------------------------------ | -------------- | ----- |
| 1.      | 1    | 9   | Stany Zjednoczone | Trevor Bassitt, Matthew Boling, Christopher Bailey, Justin Robinson            | 2:58,47        | Q     |
| 2.      | 1    | 4   | Indie             | Muhammed Anas, Amoj Jacob, Muhammed Ajmal Variyathodi, Rajesh Ramesh           | 2:59,05        | Q,    |
| 3.      | 1    | 3   | Wielka Brytania   | Lewis Davey, Charlie Dobson, Rio Mitcham, Alex Haydock-Wilson                  | 2:59,42 (,412) | Q,    |
| 4.      | 1    | 1   | Botswana          | Zibane Ngozi, Baboloki Thebe, Laone Ditshetelo, Leungo Scotch                  | 2:59,42 (,420) | q,    |
| 5.      | 2    | 3   | Jamajka           | Rusheen McDonald, Jevaughn Powell, Zandrion Barnes, D’Andre Anderson           | 2:59,82        | Q,    |
| 6.      | 2    | 6   | Francja           | Ludvy Vaillant, Loïc Prévot, David Sombé, Téo Andant                           | 3:00,05        | Q,    |
| 7.      | 2    | 5   | Włochy            | Davide Re, Edoardo Scotti, Lorenzo Benati, Alessandro Sibilio                  | 3:00,14        | Q,    |
| 8.      | 2    | 2   | Holandia          | Liemarvin Bonevacia, Terrence Agard, Ramsey Angela, Isaya Klein Ikkink         | 3:00,23        | q,    |
| 9.      | 2    | 4   | Belgia            | Julien Watrin, Dylan Borlée, Robin Vanderbemden, Alexander Doom                | 3:00,33        | SB    |
| 10.     | 1    | 2   | Japonia           | Naohiro Jinushi, Fuga Sato, Kentaro Sato, Yuki Joseph Nakajima                 | 3:00,39        | SB    |
| 11.     | 2    | 9   | Niemcy            | Jean Paul Bredau, Marvin Schlegel, Marc Koch, Manuel Sanders                   | 3:00,67        | SB    |
| 12.     | 1    | 6   | Czechy            | Matěj Krsek, Pavel Maslák, Vít Müller, Patrik Šorm                             | 3:00,99        | NR    |
| 13.     | 2    | 8   | Kenia             | Kennedy Kimeu Muthoki, Zablon Ekhal Ekwam, Kelvin Sane Tauta, Wyclife Kinyamal | 3:01,41        | SB    |
| 14.     | 1    | 8   | Trynidad i Tobago | Renny Quow, Asa Guevara, Shakeem McKay, Jereem Richards                        | 3:01,54        | SB    |
| 15.     | 1    | 5   | Hiszpania         | Iñaki Cañal, Samuel García, Bernat Erta, Óscar Husillos                        | 3:02,64        | SB    |
| 16.     | 1    | 7   | Węgry             | Ernő Steigerwald, Zoltán Wahl, Árpád Kovács, Attila Molnár                     | 3:02,65        | NR    |
| 17.     | 2    | 7   | Sri Lanka         | Aruna Darshana, Rajitha Nernajan Rajakaruna, Pabasara Niku, Kalinga Kumarage   | 3:03,25        |       |

### Finał
Źródło: worldathletics.org.
| Pozycja | Tor | Państwo           | Zawodnicy                                                            | Czas    | Uwagi  |
| ------- | --- | ----------------- | -------------------------------------------------------------------- | ------- | ------ |
| 01 !    | 8   | Stany Zjednoczone | Quincy Hall, Vernon Norwood, Justin Robinson, Rai Benjamin           | 2:57,31 | WL     |
| 02 !    | 7   | Francja           | Ludvy Vaillant, Gilles Biron, David Sombé, Téo Andant                | 2:58,45 | NR     |
| 03 !    | 9   | Wielka Brytania   | Alex Haydock-Wilson, Charlie Dobson, Lewis Davey, Rio Mitcham        | 2:58,71 | SB     |
| 4.      | 6   | Jamajka           | Rusheen McDonald, Roshawn Clarke, Zandrion Barnes, Antonio Watson    | 2:59,34 | SB     |
| 5.      | 5   | Indie             | Muhammed Anas, Amoj Jacob, Muhammed Ajmal Variyathodi, Rajesh Ramesh | 2:59,92 |        |
| 6.      | 3   | Holandia          | Isayah Boers, Terrence Agard, Ramsey Angela, Isaya Klein Ikkink      | 3:00,40 |        |
| 7.      | 4   | Włochy            | Edoardo Scotti, Riccardo Meli, Lorenzo Benati, Davide Re             | 3:01,23 |        |
| 08 !    | 2   | Botswana          | Zibane Ngozi, Baboloki Thebe, Laone Ditshetelo, Leungo Scotch        | DQ      | TR24.8 |